# Università di Bifröst
L'Università di Bifröst è un'istituzione semi-privata islandese, accreditata dal Ministero islandese dell'Istruzione, situata in un campus al di fuori della capitale islandese, nei pressi di Borgarnes. Inizialmente specializzata nel Commercio e negli Affari, l'Università ha ora un reparto in Diritto Commerciale e propone dei corsi interdisciplinari in Politica, Filosofia ed Economia. Circa 550 studenti vivono sul campus, e si possono aggiungere altri 700 studenti esterni. Un piccolo villaggio dello stesso nome si è formato intorno al campus, e comprende un supermercato, una caffetteria/bar/ristorante, un albergo, una palestra, sauna, impianti sportivi e una scuola materna; la scuola elementare di Varmaland è accessibile con una breve corsa con l'autobus.

## Storia e geografia
Creata nel 1918 con il nome di Samvinnuskóli, la scuola è stata fondata a Reykjavík. Di conseguenza, si tratta di una delle più vecchie istituzioni di istruzione superiore in Islanda. Bifröst mantiene una tradizione di formazione delle grandi figure del paese. La storia dell'Università vede infatti la presenza di un importante numero di figure notevoli, specialmente uomini d'affari e politici. Nel 1955, la scuola è stata trasferita sul suo sito attuale, vicino a Borgarnes, nella parte ovest del paese.
Nei pressi di questo nuovo sito, si trovano il lago Hreðavatn, le cascate di Glanni e i vulcani Grabrok e Grábrókarfell. Prima di diventare un'università, Bifröst offriva soltanto un programma di studio della gestione, che durava due anni. Nel 1998, la costruzione di un tunnel ha permesso di ridurre il tempo di viaggio tra la capitale e Bifröst. Questa costruzione ha permesso un aumento notevole delle domande per studiare presso l'Università di Bifröst. L'università ha cambiato il suo nome nel 2006: da Bifröst Business School, è diventata Università di Bifröst.
L'Università è situata nella valle del Norðurárdalur, distante un'ora e mezza della capitale islandese Reykjavík, e a 30 chilometri da Borgarnes. L'accesso al Campus è attraverso la Strada n°1, che fa il giro del paese. Inoltre, un autobus che collega Reykjavík a Akureyri si ferma all'università tutti i giorni della settimana. Il campus si trova in un antico campo di lava accanto a diversi edifici vulcanici, il più grande di questi è chiamato Grabrok. La sua ascensione offre una vista globale del campus di Bifröst e del paesaggio intorno.

## Direttori e rettori
- Jónas Jónsson from Hrifla 1918 - 1955
- Guðmundur Sveinsson 1955 - 1974
- Haukur Ingibergsson 1974 - 1981
- Jón Sigurðsson 1981 - 1991
- Vésteinn Benediktsson 1991 - 1995
- Jónas Guðmundsson 1995 - 1999
- Runólfur Ágústsson 1999 - 2006
- Bryndís Hlöðversdóttir 2006 - 2007
- Ágúst Einarsson 2007 - 2010
- Magnús Árni Magnússon 2010 - 2011
- Bryndís Hlöðversdóttir 2011 - 2013
- Vilhjálmur Egilsson 2013[1]

## Un'offerta di studi vari
Intorno al 2007, Bifröst comprende quattro dipartimenti: 
- Viðskiptadeild, il tradizionale reparto commercio.
- Lagadeild, il reparto di diritto.
- Félagsvísindadeild, reparto delle scienze sociali, creato nel 2005, con una formazione multidisciplinare in Filosofia, Scienze Politiche e Economia, basata sul modello del corso proposto all'Università di Oxford.
- Frumgreinadeild, il reparto preparatorio, permette alle persone che non hanno superato la maturità, o che hanno lasciato gli studi per un certo tempo, di tornare all'università dopo un anno di aggiornamento.

In parallelo a questi programmi, l'università riceve degli studenti internazionali per un semestre o durante tutto l'anno. Essi, ovviamente, hanno dei corsi di inglese, ma hanno anche la possibilità di studiare la lingua locale, l'islandese.